# Osiedle Kamieni Szlachetnych
Osiedle Kamieni Szlachetnych – jedno z osiedli w zielonogórskim Jędrzychowie, otoczone jest lasem. 
Nazwa Osiedle Kamieni Szlachetnych nie jest nazwą zielonogórskiego osiedla ani potoczną nazwą. Wymienione poniżej ulice znajdują się na dzielnicy Jędrzychów w Zielonej Górze.
Nazwy ulic w tym osiedlu nawiązują do szlachetnych kamieni:
- Diamentowa (ulica główna)
- Agatowa
- Ametystowa
- Brylantowa
- Bursztynowa
- Koralowa
- Perłowa
- Rubinowa
- Szafirowa
- Szmaragdowa
- Turkusowa